# Герб комуни Мербілонга
Герб комуни Мербілонга (швед. Mörbylånga kommunvapen) — символ шведської адміністративно-територіальної одиниці місцевого самоврядування комуни Мербілонга. 

## Історія
Герб для комуни Мербілонга був розроблений 1974 року місцевим художником Свеном-Бертілем Свенссоном.
Герб комуни офіційно зареєстровано 1980 року.

## Опис (блазон)
У золотому полі над відділеною хвилясто синьою основою червоний п’ятикутний редут у плані. 

## Зміст
Синя хвиляста основа вказує, що комуна розташована на острові Еланд й омивається Балтійським морем. Редут символізує місцеві городища і фортеці.